# Алкобендас
Алкобендас (шп. Alcobendas) град је у шпанској једнопокрајинској аутономној заједници Мадрида смештен 13 km северно од Мадрида, главног града Шпаније. Има 107.514 становника (по процени из 2008) и лежи на 667 м надморске висине, а његова површина износи 44 km2. Са Мадридом Алкобендас је повезан ауто-путем.

## Становништво
Према процени, у граду је 2008. живело 107.514 становника.

| 1981.  | 1989.  | 1991.  | 2001.  | 2002.  |
| ------ | ------ | ------ | ------ | ------ |
| 63.731 | 78.725 | 78.825 | 92.090 | 92.090 |

## Партнерски градови
- Епине на Сени